# 塔儿庄塔
塔儿庄塔，位于中国甘肃省庆阳市宁县，为一个全国重点文物保护单位，类型为古建筑。
塔儿庄塔的历史年代为唐代。